# Zaglossus robustus
Zaglossus robustus és una espècie extinta d'equidna de musell llarg que visqué a Austràlia durant el Plistocè. Se'l coneix únicament a partir d'un crani de 65 cm de llarg. A vegades se'l classifica al gènere Megalibgwilia. En aquest cas, duria el nom Megalibgwilia robusta.